# Polskie Towarzystwo Pedagogiczne
Polskie Towarzystwo Pedagogiczne 	(skrót PTP eng. Polish Educational Research Association) – ogólnopolskie towarzystwo naukowe, założone w 1981 roku. Celem działania Towarzystwa jest udział w rozwoju nauk pedagogicznych, popularyzacja ich osiągnięć w kraju i za granicą, prowadzenie, wspieranie i propagowanie badań w zakresie nauk pedagogicznych oraz popularyzacja ich wyników.
Siedziba Stowarzyszenia znajduje się w Warszawie. 

## Historia
Polskie Towarzystwo Pedagogiczne powstało z inicjatywy profesorów, członków Polskiej Akademii Nauk, Wincentego Okonia i Bogdana Suchodolskiego. Towarzystwo zostało wpisane do rejestru stowarzyszeń i związków 19 marca 1981. 
Polskie Towarzystwo Pedagogiczne powstało z nadzieją, że polscy pedagodzy będą przyczyniać się do rozwoju wiedzy pedagogicznej i będą mogli swobodnie dyskutować, ponad podziałami instytucjonalnymi i pokoleniowymi, o rozwiązaniach edukacyjnych sprzyjających rozwojowi systemu edukacji i stwarzających należyte warunki rozwoju dla każdej jednostki.
Polskie Towarzystwo Pedagogiczne nawiązuje w swojej działalności do bogatej tradycji ruchu pedagogicznego. Pod koniec XVIII wieku Komisja Edukacji Narodowej utworzyła Towarzystwo do Ksiąg Elementarnych, które stanowiło jej zaplecze naukowe, skupiając wielu wybitnych pedagogów – teoretyków i praktyków. Upowszechnieniem myśli pedagogicznej w czasie Księstwa Warszawskiego i Królestwa Kongresowego zajęło się Warszawskie Towarzystwo Przyjaciół Nauk. W czasie prezesury Stanisława Staszica zainteresowanie sprawami szkolnictwa, pracy oświatowej i wychowawczej znacznie wzrosło. Jednak po upadku powstania listopadowego, nastąpił wyraźny regres tej działalności. W okresie Wiosny Ludów (1848) Ewaryst Estkowski założył pierwsze w Polsce Towarzystwo Pedagogiczne w Poznaniu oraz jego organ – miesięcznik pedagogiczny „Szkoła Polska”. Towarzystwo Pedagogiczne Ewarysta Estkowskiego odegrało istotną rolę w podnoszeniu poziomu naukowego nauczycieli, w popularyzacji wiedzy społecznej i pedagogicznej wśród społeczeństwa i w krzewieniu patriotyzmu. Podobne zadania realizowało Polskie Towarzystwo Pedagogiczne na Śląsku Cieszyńskim, utworzone w 1896 , czy też Towarzystwo Pedagogiczne we Lwowie, utworzone przez nauczycieli szkół początkowych i średnich w 1868. W wielu dziedzinach nauki i praktyki pedagogicznej, a szczególnie ich popularyzacji, chlubne karty zapisały najstarsze nauczycielskie organizacje zawodowe: Towarzystwo Nauczycieli Szkół Wyższych (1884), Stowarzyszenie Nauczycielstwa Polskiego i Polski Związek Nauczycielski w Królestwie Polskim (od 1905) oraz Krajowy Związek Nauczycielstwa Ludowego Galicji (od 1905). 
24 kwietnia 1981 odbył się zjazd członków założycieli Polskiego Towarzystwa Pedagogicznego. W zjeździe założycielskim wzięło udział 30 osób (na 34 zaproszonych) oraz 13 członków Komitetu Nauk Pedagogicznych PAN. W trakcie zjazdu w drodze głosowania wybrano władze Towarzystwa. Na Przewodniczącego Towarzystwa został wybrany Mikołaj Kozakiewicz. W skład Prezydium weszli: Jan Kulpa (Kraków), Zbigniew Kwieciński (Toruń – wiceprzewodniczący), Ryszard Łukaszewicz (Wrocław – wiceprzewodniczący), Stanisław Michalski (Poznań), Jerzy Niemiec (Białystok – skarbnik), Mieczysław Pęcherski (Warszawa), Edmund Trempała (Bydgoszcz), Marian Walczak (Warszawa – sekretarz generalny). Profesor Bogdan Suchodolski został jednomyślnie wybrany honorowym przewodniczącym Polskiego Towarzystwa Pedagogicznego.
18 maja 1981 władze Towarzystwa skierowały wniosek do Polskiej Akademii Nauk o objęcie opieką naukową i przyznanie Polskiemu Towarzystwu Pedagogicznemu dotacji finansowej na działalność. 1 czerwca 1981 zostało utworzone Biuro Polskiego Towarzystwa Pedagogicznego z siedzibą w Warszawie.
23 października 1981 Zarząd Główny Polskiego Towarzystwa Pedagogicznego podjął uchwałę o utworzeniu 15 oddziałów terenowych Towarzystwa i jednego koła nauczycielskiego. Zgodnie z uchwałą zatwierdzono oddziały terenowe w takich miastach, jak Białystok, Bydgoszcz, Gdańsk, Katowice, Lublin, Łódź, Olsztyn, Opole, Poznań, Racibórz, Słupsk, Szczecin, Toruń, Wrocław i Zielona Góra. Liczba członków Towarzystwa wzrosła z 43 do około 500. Ten szybki rozwój Towarzystwa był również wyrazem zaspokojenia pragnień ośrodków terenowych na tego rodzaju działalność, wyrażającą się w chęci czynnego uczestnictwa w przezwyciężaniu kryzysu w oświacie i wychowaniu, jaki zaznaczył się w latach 80. i 90. XX wieku, a także w pracy na rzecz doskonalenia systemu edukacji narodowej w Polsce. 
W początkowym okresie lansowane były dwie jednostronne, skrajne koncepcje działalności Polskiego Towarzystwa Pedagogicznego jako towarzystwa sensu stricto naukowego lub usługowego wobec praktyki pedagogicznej. I Walny Zjazd Delegatów PTP rozstrzygnął ten problem jednoznacznie, ustalając, iż Towarzystwo powinno harmonijnie łączyć w swym programie zadania naukowe i społeczne, przy czym istotną jego funkcją jest tworzenie pomostów między nauką i praktyką, między naukowcami i nauczycielami. To kompromisowe rozstrzygnięcie znalazło odbicie w wielorakich formach działalności naukowej Polskiego Towarzystwa Pedagogicznego zarówno na szczeblu centralnym, jak i w oddziałach i kołach terenowych.

## Członkostwo PTP
Przynależność do Polskiego Towarzystwa Pedagogicznego, które za swój cel stawia udział w rozwoju nauk pedagogicznych i popularyzacji ich osiągnięć w kraju i za granicą, umożliwia nawiązanie kontaktów z wybitnymi polskimi i zagranicznymi pedagogami oraz branie udziału w organizowaniu i prowadzeniu badań naukowych zmierzających do rozwijania nauk pedagogicznych i doskonalenia systemu edukacji w Polsce. Towarzystwo stara się poprzez swoje działania harmonijnie łączyć zadania naukowe i społeczne, przy czym istotną jego funkcją jest tworzenie pomostów między nauką i praktyką, między naukowcami i nauczycielami.
Przynależność do Towarzystwa pozwala brać udział w tworzeniu płaszczyzny faktycznej integracji środowiska akademickiego, otwieraniu się na współpracę z zagranicą, działaniu na rzecz rozwijania standardów badań i praktyki edukacyjnej, ze zwróceniem uwagi na problematykę etyczną oraz rozwijaniu i upowszechnianiu standardów etycznych zawodu pedagoga.
Towarzystwo przywiązuje szczególną uwagę do organizowania seminariów, zebrań, spotkań naukowych jako forum wymiany doświadczeń oraz włączania się w dyskursy edukacyjne różnych grup związanych z edukacją w celu wymiany doświadczeń. Wydarzeniami szczególnej wagi o charakterze organizacyjno-programowym i naukowym są Walne Zjazdy Delegatów Polskiego Towarzystwa Pedagogicznego i Ogólnopolskie Zjazdy Pedagogiczne. 
Członkowie Towarzystwa mogą ubiegać się o niższe opłaty za udział w konferencjach organizowanych przez PTP (w tym Zjazdu Pedagogicznego) oraz przez Europejskie Stowarzyszenie Badań Edukacyjnych (European Educational Research Association), którego PTP jest członkiem.
Towarzystwo skupia członków zwyczajnych, stowarzyszonych i wspierających. 

## Cele Towarzystwa
Celem Towarzystwa jest udział w rozwoju nauk pedagogicznych i popularyzacja ich osiągnięć w kraju i za granicą. Celem Towarzystwa jest także prowadzenie, wspieranie i propagowanie badań w zakresie nauk pedagogicznych oraz popularyzacja ich wyników. Towarzystwo realizuje swoje cele przez:
1. Inspirowanie, organizowanie i prowadzenie badań naukowych zmierzających do rozwijania nauk pedagogicznych oraz do doskonalenia systemu edukacji w Polsce;
2. Organizowanie zjazdów Towarzystwa, konferencji, seminariów i zebrań o charakterze naukowym lub popularno-naukowym;
3. Działania na rzecz rozwijania standardów badań i praktyki edukacyjnej, ze zwróceniem uwagi na problematykę etyczną;
4. Rozwijanie i upowszechnianie standardów etycznych zawodu pedagoga;
5. Współdziałanie z władzami państwowymi i samorządowymi, komitetami naukowymi PAN, stowarzyszeniami i organizacjami naukowymi, szkołami wyższymi, instytutami resortowymi i organizacjami działającymi na rzecz rozwoju edukacji;
6. Udzielanie pomocy członkom Towarzystwa podejmującym wysiłki na rzecz implementacji teorii pedagogicznej do praktyki edukacyjnej;
7. Działania mające na celu podnoszenie kwalifikacji naukowych członków Towarzystwa przez organizowanie kursów naukowych, konkursów na wyróżniające się prace pedagogiczne, a także przez wspieranie wyjazdów naukowych za granicę;
8. Inspirowanie i wspomaganie rozwoju zawodowego nauczycieli i innych pracowników edukacji;
9. Udział w rozwijaniu kultury pedagogicznej w społeczeństwie przez wykłady publiczne, odczyty, publikacje oraz inne przedsięwzięcia edukacyjne;
10. Prowadzenie - zgodnie z obowiązującymi w tym zakresie przepisami - działalności wydawniczej w różnych formach i na różnych nośnikach, tworzenie banku narzędzi badawczych oraz udzielanie pomocy w publikowaniu opracowań naukowych członków Towarzystwa, w tym wydawanie i współwydawanie czasopism naukowych;
11. Prowadzenie placówek doradztwa naukowo-badawczego, konsultacji i opracowywanie ekspertyz, prowadzenie i wspomaganie prac badawczo-rozwojowych;
12. Uczestniczenie w krajowych i międzynarodowych projektach badawczych i usługowych;
13. Uczestniczenie w krajowych i międzynarodowych systemach informacji;
14. Współdziałanie z zagranicznymi i międzynarodowymi towarzystwami pedagogicznymi, uczestniczenie w międzynarodowych organizacjach i stowarzyszeniach edukacyjnych;
15. Obejmowanie patronatem inicjatyw realizujących cele statutowe Towarzystwa przez jego oddziały i inne podmioty.

## Oddziały PTP
Na terenie Rzeczypospolitej Polskiej są tworzone oddziały oraz koła terenowe PTP. W skład Polskiego Towarzystwa Pedagogicznego (PTP) wchodzą:
- Oddział Białystok
- Oddział Bielsko-Biała
- Oddział Bydgoszcz[4]
- Oddział Cieszyn
- Oddział Częstochowa z siedzibą przy Wydziale Pedagogicznym Akademii im. Jana Długosza w Częstochowie (ul. Waszyngtona 4/8)
- Oddział Gdańsk[5]
- Oddział Kielce
- Oddział Kraków
- Oddział Lublin
- Oddział Opole
- Oddział Olsztyn
- Oddział Płock
- Oddział Poznań
- Oddział Racibórz
- Oddział Rzeszów
- Oddział Słupsk
- Oddział Szczecin
- Oddział Toruń
- Oddział Warszawa z siedzibą przy Wydziale Pedagogicznym Uniwersytetu Warszawskiego (ul. Mokotowska 16/20)
- Oddział Wrocław

## Przewodniczący PTP
- prof. dr hab. Mikołaj Kozakiewicz (1981–1989; pierwszy Przewodniczący)[6]
- prof. dr hab. Zbigniew Kwieciński (1989–2014)[6]
- prof. dr hab. Joanna Madalińska-Michalak (2014–2020)
- prof. dr hab. Piotr Kostyło (od 2020)[7]

## Honorowi Przewodniczący PTP
Honorowymi przewodniczącymi Towarzystwa są prof. dr hab. Bogdan Suchodolski, prof. dr hab. Wincenty Okoń i prof. dr hab. Zbigniew Kwieciński.

## Zarząd Główny PTP
Zarząd Główny Polskiego Towarzystwa Pedagogicznego wybrany przez Walny Zjazd Delegatów PTP w dniu 3 kwietnia 2014 (kadencja 2014-2017) - przewodnicząca PTP, prof. dr hab. Joanna Madalińska-Michalak z Oddziału Warszawskiego.
Polskie Towarzystwo Pedagogiczne wydaje czasopisma:
- Forum Oświatowe
- Problemy Wczesnej Edukacji
- Studia Pedagogiczne

## Przynależność do organizacji międzynarodowych
Polskie Towarzystwo Pedagogiczne jest członkiem European Educational Research Association (EERA) od lutego 2009 roku i World Education Research Association (WERA) od grudnia 2014. Prowadzone prace przez te Towarzystwa sprzyjają międzynarodowej współpracy naukowej, rozwiązywaniu problemów o charakterze europejskim i globalnym oraz promowaniu edukacji na całym świecie. Wyniki badań naukowych mają służyć rozwojowi polityki i praktyki edukacyjnej.

## Ogólnopolskie Zjazdy Pedagogiczne
Od 1993 Polskie Towarzystwo Pedagogiczne organizuje Ogólnopolskie Zjazdy Pedagogiczne, które są stały się trwałą instytucją i ważnymi punktami orientacji we współczesnej pedagogice. Zjazdy PTP są spotkaniami tematycznymi, dotyczącymi znaczących problemów edukacyjnych. Niezależnie od sesji naukowych towarzyszących Walnym Zjazdom Delegatów PTP i inicjowanych oraz współorganizowanych przez Towarzystwo Ogólnopolskich Zjazdów Pedagogicznych, zarówno Zarząd Główny Towarzystwa, jak i jego oddziały terenowe organizują liczne, tematycznie zróżnicowane konferencje i seminaria naukowe. Stanowią forum wymiany myśli, współdziałania ludzi nauki i oświaty, stwarzają szanse poznania oraz spotkania znanych teoretyków i praktyków edukacji.
Zjazdy PTP organizowane są co trzy lata przez władze PTP we współpracy z różnymi uczelniami akademickimi. Stanowią one okazję do pokazania dorobku naukowego środowiska, które podjęło się współorganizacji Zjazdu, sprzyjają integracji tego środowiska, wzmacniają poznawczo, dają silne impulsy do dalszego rozwoju. Do tej pory odbyły się następujące Zjazdy PTP:
- I Ogólnopolski Zjazd Pedagogiczny: 10 – 12 lutego 1993, Rembertów pod Warszawą  Temat obrad: „Ewolucja tożsamości pedagogiki”  Organizatorzy: Polskie Towarzystwo Pedagogiczne – Wydział Pedagogiczny Uniwersytetu Warszawskiego – Akademia Obrony Narodowej
- II Ogólnopolski Zjazd Pedagogiczny: 31 sierpnia – 2 września 1995, Toruń   Temat obrad: "Demokracja a oświata, kształcenie i wychowanie”   Organizatorzy: Polskie Towarzystwo Pedagogiczne – Instytut Pedagogiki, Wydział Humanistyczny Uniwersytetu Mikołaja Kopernika w Toruniu
- III Ogólnopolski Zjazd Pedagogiczny: 21-23 września 1998, Poznań  Temat obrad: „Pedagogika i edukacja wobec nadziei i zagrożeń współczesności”  Organizatorzy: Polskie Towarzystwo Pedagogiczne – Wydział Studiów Edukacyjnych Uniwersytetu im. Adama Mickiewicza w Poznaniu
- IV Ogólnopolski Zjazd Pedagogiczny: 20-22 września 2001, Olsztyn   Temat obrad: "Pedagogika i edukacja wobec nowych wspólnot i różnic w jednoczącej się Europie"  Organizatorzy: Polskie Towarzystwo Pedagogiczne – Instytut Nauk o Wychowaniu, Wydział Nauk Społecznych i Sztuki Uniwersytetu Warmińsko-Mazurskiego w Olsztynie
- V Ogólnopolski Zjazd Pedagogiczny: 23-25 września 2004, Wrocław  Temat obrad: ”Przetrwanie i rozwój – niezbywalne powinności wychowania"  Organizatorzy: Polskie Towarzystwo Pedagogiczne – Wydział Nauk o Wychowaniu Dolnośląskiej Szkoły Wyższej Edukacji Towarzystwa Wiedzy Powszechnej we Wrocławiu (obecnie: Dolnośląska Szkoła Wyższa)
- VI Ogólnopolski Zjazd Pedagogiczny: 17-19 września 2007, Lublin  Temat obrad: „Edukacja – moralność – sfera publiczna”   Organizatorzy: Polskie Towarzystwo Pedagogiczne - Katolicki Uniwersytet Lubelski Jana Pawła II – Wydział Pedagogiki i Psychologii Uniwersytetu Marii Curie-Skłodowskiej w Lublinie
- VII Ogólnopolski Zjazd Pedagogiczny: 20-21 września 2010, Toruń   Temat obrad: ”Po życie sięgać nowe … Teoria a praktyka edukacyjna”   Organizatorzy: Polskie Towarzystwo Pedagogiczne – Wydział Nauk Pedagogicznych Uniwersytetu Mikołaja Kopernika w Toruniu
- VIII Ogólnopolski Zjazd Pedagogiczny: 19-21 września 2013, Gdańsk  Temat obrad: „Różnice − Edukacja – Inkluzja”  Organizatorzy: Polskie Towarzystwo Pedagogiczne – Wydział Nauk Społecznych Uniwersytetu Gdańskiego.
- IX Ogólnopolski Zjazd Pedagogiczny: 21-23 września 2016, Białystok  Temat obrad: „Ku życiu wartościowemu. Idee – koncepcje – praktyki”  Organizatorzy: Polskie Towarzystwo Pedagogiczne – Wydział Psychologii i Pedagogiki Uniwersytetu w Białymstoku i Komitet Nauk Pedagogicznych Polskiej Akademii Nauk.